# 田口八重子
田口八重子（たぐち やえこ、1955年〈昭和30年〉8月10日 - ）は、北朝鮮による拉致被害者である日本人、日本国政府認定の拉致被害者である。日本政府は1987年11月29日の大韓航空機爆破事件の実行犯・金賢姫の日本人化教育係を務めた「李恩恵」を同一人物と見ている
。

## 人物・生い立ち
田口八重子は、1955年8月10日、埼玉県川口市に生まれた。7人きょうだいの末っ子（四女）で、長兄の飯塚繁雄とは17歳離れていた。戦前の飯塚家は東京にあり、川口へは戦後移り住んだ。八重子の母ハナは新潟県佐渡島の出身で調理師として働き、ハナが八重子を出産するとき、定時制高校に通って働いていた繁雄は湯を沸かすなどして出産を手伝ったという。幼いころの八重子を最もかわいがったのは父親で、いつも八重子を膝の上にのせていたという。繁雄によれば、八重子はたいへん子ども好きであった。また、「小さい頃から芯が強く、どんなことにも挫けない」、「性格的には負けず嫌いで、何としても自分で生活を築いていくんだという強い意志」があったと語っている。高等学校は中退したが、スポーツもやっていて活発な女性であった。金賢姫の回想によれば、「身長165センチぐらいのすらっとした背丈。目鼻だちが大きくはっきりしており、西洋人的な雰囲気の持ち主で、おしゃれな人だという印象を受けた」。また、沢田研二の大ファンだったという。

## 失踪
1978年（昭和53年）6月、八重子（当時22歳）は新宿区高田馬場のベビーホテルに2歳半の娘と1歳の息子を預けたまま失踪した。勤め先にも顔を出さなかった。八重子は生活能力のない別居中の夫との離婚を決意し、女手ひとつで2人の子どもを育てるため、池袋のキャバレーで働いていた。彼女は、店では「ちとせ」と名乗っていた。彼女が勤め先をキャバレーに決めたのは、託児所完備という求人広告のためだった。最初のうちは、その託児所に子どもを預けていたが、深夜、仕事が終わってから寝ている子どもを起こし、自宅アパートまで連れ帰るのがかわいそうに思え、ベビーホテルを利用するようになった。仕事を始める前、八重子は夫とのことや仕事のことなど兄の繁雄に何度も相談したという。
ベビーホテルからの連絡は、まず仕事先に入り、仕事先から八重子の保証人となっていた兄繁雄のもとに入った。繁雄は八重子と幼い子供たちが住んでいた新築のアパートをたずねたが、家具や食器はふだんのままで、いつ帰ってきてもおかしくないような状態であったという。7月4日、繁雄は警察に捜索願を出した。そして、八重子の残した借金や未払いの部屋代を肩代わりした。繁雄は、すぐに八重子がもどってくるだろうと考えて、八重子の2人の子どもをいったん預かった。しかし、半年の間、何の手がかりもなかったので、親族会議をひらき、その結果、八重子の長男・耕一郎は繁雄が、娘（耕一郎の姉）は八重子の姉（繁雄の妹）が引き取ることとした。
その後も繁雄が警察から呼び出されることがあっても、手がかりはほとんど得られなかった。失踪時に八重子が働いていた店に繁雄が出向いて聞いた話では、失踪する前、何人かの男たちがしばしば八重子を訪れたという。のちの警察の調べで、八重子の店の常連客のなかに「宮本明（みやもと あきら）」を名乗る羽振りのよい人物がおり、この人物が北朝鮮の工作員を支援する在日朝鮮人の補助工作員、李京雨（リ・ギョンウ）だったことが判明した。また、朝鮮総連副議長で北朝鮮に50億円献金したと言われる安商宅という大物商工人が彼女の拉致にからんでいたという情報もある。「ちとせ」（田口八重子）は、勤めが終わった後で立ち寄った池袋のスナックで、「新潟に2、3日出かける」、新潟は「景色もよくて、思い出があるところ」と話し、「帰ってきたら小さなスナックでも開きたい」と語っていたという。佐渡出身の八重子の母も八重子を連れてよく新潟や佐渡を訪れていた。
なお、八重子失踪の時期は、福井県で地村保志・浜本富貴恵拉致事件（1978年7月8日）、新潟県で蓮池薫・奥戸祐木子拉致事件（1978年7月31日）、鹿児島県で市川修一・増元るみ子拉致事件（1978年8月12日）、新潟県佐渡島で曽我ミヨシ・ひとみ拉致事件（1978年8月12日）などの拉致事件が立て続けに起こった直前にあたる。また、彼女が失踪した6月中旬から7月上旬にかけては、北朝鮮の高速工作船が佐渡島の南方や東方で何度も確認されており、沖合20キロメートル周辺の海上を低速移動したり、停泊したりなどの不審な行動をとっていたとの漁業関係者による証言がある。
彼女が失踪して最初の2年間くらいは、飯塚家にときどき無言電話があったという。これは日本国内に八重子がいるように思わせるための偽装だった可能性がある。

## 金賢姫の証言
ソウルオリンピックを翌年にひかえた1987年11月29日、バグダッド発ソウル行きの大韓航空機がビルマ沖上空で突然消息を絶ち、乗員・乗客全員が行方不明（のち115人全員死亡と断定）となり、これが空中爆破による墜落であることが判明した（大韓航空機爆破事件）。しかし、途中で経由地アブダビ空港で日本人名義の旅券を所持する男女が降りたことが判明、事件直後よりマークされた。2人は12月1日、バーレーン国際空港からローマに向け出国しようとしたところを拘束された。空港での事情聴取中、2人はタバコに仕込んであったカプセルで服毒自殺をはかり、男性（金勝一）は死亡、女性の方は意識を失ったものの一命を取りとめ、12月15日、ソウルに移送された。

### 日本人化教育
女性は、朝鮮労働党中央委員会調査部所属の特殊工作員・金賢姫であった。金賢姫はソウルでの取り調べのなかで、1981年7月から1983年3月にかけて「李恩恵」という日本から拉致されてきた女性と起居をともにし、一対一で日本人化教育を受けたと証言した。なお、金賢姫は、「李恩恵」からマンツーマンの指導を受ける前、金淑姫という1歳年下の女性とペアを組んで北朝鮮当局からの工作員教育を受け、その後、1981年4月から7月までは金淑姫とともに日本の小学校の国語教科書を使って日本語教育を受けていた。「李恩恵」からの指導がはじまると淑姫とのペアは解消したが、1985年からは再び彼女とペアを組んで中国人化教育を受け、その後もしばしば行動をともにした。
金賢姫の日本人化教育は、日課表にしたがって進められ、すべての会話に日本語のみを使用し、朝鮮語を一切使わないこと、また、言葉だけではなく、所作や習慣、化粧のしかた、日本人の考え方に至るまで学び、完全な日本人になりきることができることを目標とした。金賢姫と「李恩恵」は寝ている時間を除いては常に一緒に過ごし、掃除のときも散歩のときも日本語で会話したので、「李恩恵」はまるで自分が日本にいるような錯覚におちいることがあると言い、ようやく学んだ朝鮮語を忘れてしまいそうだと気をもんだ。しかし、これも自分にあたえられた「課業」と考え、彼女を日本人化することに全力を傾けた。自分の知っていること、新聞や雑誌・書籍など与えられているメディアを総動員して教材とし、彼女が理解するまで根気強く教えた。「李恩恵」は自分自身で講義録を作り、テレビニュース、ニュース解説、日本映画、ドキュメンタリーなどの録画テープも教材とした。金賢姫は、「瀬戸の花嫁」「津軽海峡・冬景色」をはじめとする数多くの日本の歌、日本の習慣や作法、交通施設の利用方法、各地域の特性、日本の社会秩序のほか、日本人の表情、身だしなみ、服装、履物の整え方、化粧法といった、ありとあらゆることを「李恩恵」から教わったのである。
「李恩恵」の身の上話によれば、彼女は子どもが3歳と1歳のとき、どこかの海岸に遊びに行き、浜辺を散歩しているとき北朝鮮の船に拉致された。船酔いがひどく、何日も食べられないことから昏睡状態に陥った。普段着のままで北朝鮮に上陸し、持ち物はハンドバック1つだけだったという。拉致されてきたときは、乳が張ってそれを絞っていた。最初、彼女は牡丹峰の招待所に収容され、子どもと故郷を偲んで泣いたり、叫んだりして食べることも拒否したが、やがて諦めて環境に順応しようとしたという。世話係の女性は、「李恩恵」はおそらく日本の酒場で働いていた女性だろうと言っていたが、それは金賢姫も同意見であった。彼女は酒とたばこを好んだ。彼女は酔うと窓の外を眺めて、私の子どもは今何歳かと言いながら指を折って数えたり、泣いたりすることがよくあった。朝食はとらず、コーヒーを頻繁に飲んだ。
金賢姫はまた、1982年2月、酒に酔った「李恩恵」より、以下のような話を聞いたと証言している。
これは、金正日の誕生パーティーに招かれたときの話であり、そのとき芸術家がたくさん集まり、服を脱ぐゲームがあって歌手の崔恵玉がたくさん脱がされて気の毒だったこと、日本人拉致被害者の夫婦も来ていたことを金賢姫に話したが、すぐに後悔して、今自分が話したことは決して口外しないでくれと懇願したものであった。
彼女は、金賢姫にとっては初めて接する外国人であった。開けっぴろげに何でもしゃべる人で、酒席での男性のこともよく話し、「男を誘惑することは難しいことではない。子どもと同じように思って尽くしてあげればいい」と金賢姫に教えたことがあったという。招待所の近くに墓があり、一緒に散歩していると、彼女はよく立ち止まってたばこを手向けて墓に祈ったという。彼女は末っ子で父にかわいがられ、大きくなってからも一緒に風呂に入ったという思い出話をし、父を思い出してそうするのだと金賢姫に説明していた。母親の出身地が新潟県の佐渡島であることも教えてくれた。
彼女は自由奔放な性格で、山奥の招待所に監禁されて暮らせるような人ではなかった。彼女は、金賢姫の目からは、生きる希望を失っているように見えた。また、物欲や金銭欲がなく、外貨ショップでは自分の服さえ買わず、貯金もしなかった。そして、高価なたばこや酒などを買っては、指導員や世話係の女性に気前よく分け与えるのだった。金を貸してくれと言われると自分が困っているときも断り切れず、貸していた。1982年の正月に贈り物として贈られてきたカレンダー、酒3本、砂糖1箱、飴、牛肉・サンマ・桃の缶詰、たばこ10箱が送られてきたが、それも全部、金賢姫と招待所の人に分け与えた。あるとき、彼女が学生時代にテニスをしていて痛めた腰の痛みが再発し、915病院に入院したため、日本語学習を中断したことがあった。
「李恩恵」は仮名で、通常は「高恵玉（コ・ヘオク）」を朝鮮名としており、幹部や指導員が彼女をそう呼ぶのを金賢姫は知っていた。金賢姫自身は「金玉花（キム・オッカ）」と名乗っており、互いに「ケイ（恩恵）ちゃん」「タマ（玉花）ちゃん」と呼びあった。
「李恩恵」には自由がなかったが、ひどい労働をさせられるということはなく、外国人は北朝鮮の一般人よりはましな待遇を受けており、仕事は主として教育係であった。にもかかわらず、彼女は北朝鮮の一般人と同じような待遇を受けることを望んでおり、金賢姫は、拉致されている身の上でそのように考える「李恩恵」を不憫でならないと思っていた。「李恩恵」は、小さい子どもたちをとても愛し、北朝鮮の子どもたちが遊んでいるのを見てうっとりと見入ることがあり、あんな子どもを育てることができたらどんなによいだろうとつぶやくこともあった。彼女は、いつも物思いに沈んでおり、夕焼けを見てはため息をついていた。
金賢姫は大韓航空機事件を起こすまで訪日したことは一度もなかったにもかかわらず、日本人記者たちと自由に日本語で会話できるだけの日本語能力をもっていた。これは、「李恩恵」こと田口八重子の努力の賜物とみなすことができる。

### 横田めぐみと同居
金賢姫が2009年に八重子の長男飯塚耕一郎に語ったところによれば、田口八重子、横田めぐみ、金淑姫の3人は、1984年末頃まで中和郡忠龍里の招待所で同居していたという。この事実は、金賢姫が1985年1月に再びペアを組むことになった金淑姫と再会した際、淑姫本人から聞いたものである。金淑姫は金賢姫に、3人が同居した招待所について「電気事情が悪く寒いので、服を何枚も重ね着していた」と話していたという。日本人拉致被害者の地村富貴恵は「1984年秋、平壌の南東約20キロにある忠龍里という場所で田口八重子と再会した」と証言しており、八重子と横田めぐみが同居するようになったのはこの直後の可能性が高いと考えられる。このとき田口八重子は結婚していなかったという。北朝鮮の説明では、田口八重子は1984年10月19日に拉致被害者の原敕晁と結婚し、1986年に原・田口が次々に死亡したということであったが、この説明には嘘がまじっていることが判明した。なお、八重子の兄の飯塚繁雄も、八重子は男性の好みがうるさかったので、年齢差が20歳近くもある相手を選ぶとは考えにくいと語っている。カップルで拉致された人たちと異なり、拉致以前にも2人には接点がまったくなかったことから、北朝鮮が勝手に組み合わせたとの見方が有力である。
地村富貴恵は、1985年1月頃、金淑姫と田口八重子、横田めぐみが同居していたが、途中で淑姫がいなくなって田口八重子と横田めぐみが忠龍里一地区で2人で暮らすようになり、1985年末に同じ忠龍里の二地区に移され、1986年春頃に八重子が腰痛のため915病院に入院したため、横田めぐみが1人残されたが、そこに近所に住んでいた金英男が通い、彼女から日本語を習ったと証言している。

## 拉致の発覚と身元断定
日本では、1987年の大韓航空機爆破事件の発生を機に八重子が北朝鮮に拉致されたことが発覚した。兄の繁雄は当初、妹の失踪と大韓航空機の事件とが結びついていると思いもしなかったが、金賢姫の記憶にもとづいて描かれた「李恩恵」のポスターを見て直観的に「似ている」と感じた。しかし、多感な年齢の子どもたちへの影響も考えて「李恩恵」が八重子であることを一度は否定した。ところが、1990年アジア冬季競技大会のニュースをたまたま視た金賢姫は、千歳空港という名によって、「李恩恵」が日本女性の名前として教えてくれたひとつが「ちとせ」であることを思い出した。雑談をしていた「李恩恵」が、金賢姫に「かわいい日本名を付けてあげる」と言いながら、紙に名前を書いていって「ちとせ」と書くと、突然狼狽し、あわててその名を消したというのである。その瞬間、金賢姫はそれが彼女の本当の名前なのではないかと思った。金賢姫は「李恩恵」の本名が田口八重子であることは知らなかったが、八重子のキャバレーでの名前が「ちとせ」であった。捜索活動を再開した警察は再度田口八重子へと辿り着いた。
こうして、再び事情聴取がはじまり、警察はソウルにあった金賢姫のもとに捜査官を派遣して、田口八重子の写真と「李恩恵」とを照合させた。1991年5月、田口八重子の写真を1枚入れた15枚の写真を金賢姫に示したところ、金賢姫はためらうことなく八重子の写った7枚目の写真を「恩恵先生」として指差したのだった。八重子の写真は17歳のときのものだったが、金賢姫にはすぐにわかったという。金賢姫がすでに供述していた「李恩恵」の本籍、出生地、誕生日、家族関係、身体の特徴、血液型、人柄、しぐさや癖、言葉づかい、職業、趣味や嗜好など、60以上の項目について、田口八重子と「李恩恵」の特徴が一致した。
1991年（平成3年）5月15日、警察庁と埼玉県警察が記者会見を開き、佐藤正夫警備部長が匿名報道を条件に「李恩恵」が田口八重子であることが判明したと発表した。この直後より田口八重子の家族はマスメディアの大攻勢にさらされた。八重子の生家には車が何台も詰めかけ、深夜にもかかわらず玄関の戸が叩かれ、テレビカメラが回された。近隣の住民にも聞き込みが行われ、親戚中に取材陣が押しかけた。八重子たちの母ハナが身を寄せていた養老院や病院にまでマスコミ陣が押し寄せた。「李恩恵」身元断定の発表のなされた5日後（5月20日）、日朝国交正常化にむけた第3回交渉において、日本側が北朝鮮に対し「李恩恵」の消息調査を持ち出したところ、北朝鮮の交渉担当者が怒り、席を蹴って退室してしまった。こうしたことが2度繰り返されたが、兄の繁雄は、それほど怒るのならば「李恩恵」にまつわる話は本当なのだろうと判断した。当時、北朝鮮政府は大韓航空機爆破事件そのものが韓国側のでっち上げであり、工作員の金賢姫なる人物も実在しないという立場をとっていたからである。

## 2002年の「死亡」報告
2002年9月17日、日本の小泉純一郎首相が訪問して金正日国防委員長と会談を行い、日朝平壌宣言を発表した。そのとき、北朝鮮側はそれまで「事実無根」と主張してきた拉致問題を一転して正式に認め、謝罪した。
金正日は以上のように弁明し、チャン・ボンリムとキム・ソンチョルを処罰したと説明した。また、拉致被害者の安否情報を日本側に提供したが、それによれば田口八重子はじめ8人はすでに死亡したということであった。この内容には日本国民の北朝鮮に対する怒りが沸騰し、これを受けるかたちで日本の外務省は北朝鮮に事実調査チームを送り、9月28日から10月1日にかけて調査を行い、10月2日、その結果を発表した。田口八重子に関しては、以下のような内容であった。
北朝鮮側の説明は、田口八重子が「李恩恵」とはまったく関係のない別人であると主張するものであり、「李恩恵」なる女性はいないというものである。換言すれば、北朝鮮は田口八重子を拉致したことは認めるものの八重子が金賢姫に日本人化教育をした事実は認めない、ということである。したがって、彼女の死亡日時も1986年に設定し、1987年の大韓航空機爆破事件以前のこととしたものと考えられる。実際には、大韓航空機爆破事件は工作員養成学校である金正日政治軍事大学で話題になり、学生たちも「李恩恵」こと田口八重子がどうなったかに大きな関心を寄せていたという。当時、金正日政治軍事大学の学生だった安明進は、田口八重子は処罰されずに、所属が対外情報調査室から社会文化部（現在の対外連絡部）に変わり、居住の場所も人目につかない郊外に移されただけであるという話を校内で聞いた。したがって、北朝鮮側の「説明」は金賢姫証言と安明進証言の両方を否定したいがために、彼女の「死亡」を1986年に設定したと考えることができる。安明進は、一方では横田めぐみや市川修一らを目撃したとも語っており、北朝鮮としては否定したい証言者であった。
結婚時期、結婚相手に関する疑問は上述の通りであり、「拉致の場所が宮崎県宮崎市青島海岸」というのも、彼女には無縁の地である。「観光がてら北朝鮮に渡りたい」というのも、乳飲み子2人を残してそのようなことを子ども好きの彼女が言うかは極めて疑問である。死亡確認書も、他の場所で「死亡」したことになっている他の拉致被害者と同じ平壌の695病院発行となっていて、まるでコピーしたかのようである。遺骨も墓もなく、彼女が亡くなったという物的証拠は一つもない状態といえる。
なお、2004年11月の第3回日朝実務者協議で北朝鮮側は、2002年に日本政府調査団に提供された8人の死亡確認書と横田めぐみの病院死亡台帳が「本来存在しないものを捏造した」ものであることを認めている。

## 安否・目撃情報
2002年10月に帰国した拉致被害者たちの証言によれば、田口八重子は、1978年9月から1979年11月まで浜本富貴恵と同じ平壌市内の招待所で暮らした。招待所の指導員は、同時期に田口八重子の朝鮮名を「高恵玉（コ・ヘオク）」、富貴恵の朝鮮名を「李英玉（リ・ヨンオク）」とつけたという。富貴恵は田口八重子の印象について「おない年だったので気があって、楽しく生活することができた。背が高くて、外見は大人っぽく見えたが、寂しがり屋で甘えん坊だったような気がする」と話している。なお、八重子が金賢姫の日本人化教育係として「李恩恵」の仮名を用いていたことについては、その名前は自分は「知らなかった」と述べた。しかし、1981年から1983年にかけて、八重子が「オッカ」という北朝鮮の女性工作員に日本語を教えていたことを証言している。
その後、富貴恵は福井県小浜市で一緒に拉致された地村保志と結婚し、1979年11月に中和郡忠龍里に移った。彼女の証言によれば、北朝鮮に拉致されていた際、八重子は「子どもが日本にいるから帰してほしい」と訴えたという。また、工作員となって海外に渡り、日本大使館に駆け込むことも計画していたが、北朝鮮側に工作員にはなれないと言われ、断念したとされている。その後、1981年7月から1983年3月にかけて金賢姫の日本人化教育係を務めたのは、金賢姫の証言のとおりである。
帰国被害者たちは、1985年1月前後、忠龍里一地区3号招待所に田口八重子、横田めぐみ、金淑姫の3人が同居しているのを見かけている。金淑姫は横田めぐみが日本語を教えていた北朝鮮工作員である。その後、スッキ（淑姫）がいなくなり、田口八重子と横田めぐみの2人が一地区3号招待所で暮らしていた。八重子はしばしば地村家や蓮池家を訪ね、子どもたちをかわいがっていた。八重子は自分があおむけになって寝そべり、小さな子どもたちの両手両足を自分の手足に乗せて持ち上げて飛行機遊びをしてくれるので「飛行機おねえさん」と呼ばれていたという。
1985年末に、同じ忠龍里の一地区から二地区に移動させられ、二地区3号招待所に田口八重子と横田めぐみ、二地区4号に地村一家、二地区6号に蓮池一家が住み、1号には小太りの日本人らしき中年男性、5号には高校生のとき韓国から拉致されてきた金英男が住んでいた。1986年春頃に八重子が腰痛で915病院に入院、めぐみのところに金英男が通い彼女から日本語を習った。その後、蓮池家は5号に移り、八重子は退院後、3号で一人暮らしをしていた。1986年7月、蓮池一家は龍城区域43号招待所に引っ越した。そこで、サンメ地区招待所から数日間来ていた金賢姫の世話係だった女性に会い、「田口八重子が『敵工区』で結婚するらしい」という話を聞いた。
北朝鮮の元対外連絡部指導員の手記によれば、八重子は1986年7月から1991年10月まで、烽火政治軍事大学で講師をしていたが、頻繁に脱出を試み、周辺にも自分の身分を語り、アルコール中毒にかかっていたので、1996年ごろからは平壌市順安区域の文化部所属の招待所で外出禁止、隔離されて生活しているという。
その後の安否はほとんど不明である。2000年と2009年、日本政府は彼女の生存を信じるというコメントを発している。なお、『朝鮮日報』の伝えるところによれば、韓国の情報機関が数十人の韓国人と日本の拉致被害者が平安南道平原郡元和里に移動させられたことを報告している。元和里招待所はもともと韓国に送られた工作員の訓練施設として使用されていたが、1990年代以降北朝鮮は工作員の数を減らしたので、拉致被害者のための施設に変わったという。このなかに、田口八重子が含まれている可能性もなくはない。

## 子どもたち
田口八重子の子どもたちは彼女の兄弟たちによって日本で育てられた。彼女の息子の耕一郎は、田口の長兄の飯塚繁雄夫妻によって育てられ、娘（耕一郎の姉）は元夫との面会を禁じられたのち、田口の二番目の姉に引き取られた。彼らが成人すると、飯塚繁雄は彼らに八重子の子どもたちであることを伝えた。2002年、兄の繁雄が北朝鮮による拉致被害者家族連絡会（通称「家族会」）に参画し、横田めぐみの両親らと活動をともにするようになった。彼女の息子は、東京の情報技術会社のエンジニアであり、2004年、北朝鮮による彼女の死の主張は「ナンセンス」だと公に主張した。兄・繁雄は2008年、横田滋の後任として「家族会」の代表に就任した。
2008年、飯塚耕一郎は以下のように語っている。
金賢姫は2009年3月に田口八重子の兄繁雄、長男耕一郎と韓国の釜山広域市で面会した。金賢姫は飯塚耕一郎に「似ていますね、お母さんと」と声をかけ、耕一郎は「お姉ちゃんも似ているんですよ」と答えた。金賢姫はこのとき、終始一貫して耕一郎に「希望を持ちなさい」「お母さん、生きていますよ」と語り続けた。金賢姫は「いつも息子に会いたいと言っていた」という話を、直接耕一郎に伝えた。耕一郎は「母が確かに生きているという証拠を受け取りました。私は私たちの救助活動に新たな希望を持っています」と語った。

## メディアでの田口八重子
スペシャルドラマ「再会〜横田めぐみさんの願い〜」（日本テレビ、2006年）では佐田真由美、映画「めぐみへの誓い」（アティカス、2020年）では安座間美優によって演じられた。金賢姫の生涯に関するドキュメンタリー「大韓航空機事件 金賢姫を捕らえた男たち」では、2人の出会い、そして彼女が子供たちにどのように子守歌を歌ったかを特集した。彼女の息子の飯塚耕一郎は『母が拉致された時 僕はまだ一歳だった』という本を書き、彼が叔父の子どもとして養子縁組され、再び母親に会うために要した20年間の苦悩を描いた。それは、蓮池透『奪還』や横田滋・横田早紀江『めぐみ』などとともに本そういちによって漫画化された。